# Antoine Richard d'Aboncourt
Pour les articles homonymes, voir Aboncourt.
Antoine Nicolas Sigisbert Richard d'Aboncourt est un homme politique français né le 24 août 1782 à Bruyères (Vosges) et décédé le 1er avril 1837 à Champs-le-Duc (Vosges).
Fils de Nicolas François  Xavier Richard d'Aboncourt. Il est sous-préfet de Mirecourt en juillet 1814. Remplacé pendant les Cent-Jours, et rappelé en 1815, il est nommé en 1822 à la sous-préfecture de Saint-Dié. Il est député des Vosges de 1824 à 1827, siégeant dans la majorité soutenant les ministères de la Restauration.